# Antonín Vranický
Antonín Vranický (13. června 1761 Nová Říše – 6. srpna 1820 Vídeň) byl moravský hudební skladatel a houslista, mladší bratr hudebního skladatele Pavla Vranického. Sloužil jako maestro kapely knížete Josefa Františka Maxmiliána z Lobkovic. Památce Pavla Vranického je věnována expozice pod názvem Síň Pavla a Antonína Vranických v areálu kláštera v Nové Říši.

## Život
Narodil se v Nové Říši, kde navštěvoval gymnázium v premonstrátském klášteře a později studoval filozofii a právo na jezuitské akademii v Brně.
Hře na housle jej zpočátku učil jeho bratr Pavel Vranický. Antonín vynikal i výjimečným hlasem. Roku 1783 se stal sbormistrem v kapli Tereziánsko-Savoyské akademie ve Vídni, kterým byl až do zrušení duchovní hudby v kostele reformami Josefa II. Ve Vídni studoval kompozici u Mozarta, Haydna a J. G. Albrechtsbergera. Proslavil se jako učitel hry na housle a virtuos.
Nejpozději roku 1790 vstoupil do služeb knížete Josefa Františka Maxmiliána z Lobkovic jako skladatel, učitel hudby a koncertní mistr. Od roku 1797 byl kapelníkem knížecího soukromého orchestru; těmto povinnostem se věnoval ve Vídni, Praze a na Lobkovicových panstvích v Roudnici nad Labem, Bílině a Jezeří.
Antonín Vranický byl dirigentem prvních uvedení Symfonie č. 3 zvané Eroica Ludwiga van Beethovena v roce 1804, jehož mecenášem byl kníže Josef z Lobkovic (von Lobkowitz). První její uvedení bylo soukromé a konalo se v roce 1804 ve Lobkovickém paláci ve Vídni. Je znám účet datovaný 9. června 1804, který vystavil knížecí kapelník Vranický po dalších dvou uvedeních symfonie. Z účtu vyplývá, že proti dosavadnímu počtu bylo navíc angažováno 22 hudebníků včetně třetího hráče na lesní roh, jak to vyžaduje partitura symfonie. Vysoká odměna, kterou nechal kníže Lobkovic vyplatit Beethovenovi, pravděpodobně zahrnovala také povolení k provedení symfonie č. 3 na rodových zámcích Jezeří a Roudnice v létě 1804.
Poté, co kníže natrvalo přesídlil do Vídně a stal se v roce 1807 členem vedení vídeňského Dvorního divadla (Hofoper) a pak i jeho ředitelem (1810–1812), jmenoval Vranického dirigentem orchestru tohoto divadla. Na tomto postu setrval Vranický až do své smrti. Od 1. srpna 1814 byl také dirigentem orchestru Divadla na Vídeňce (Theater an der Wien). Od roku 1812 do roku 1816 vedl Dvorní hudební nakladatelství. Po smrti knížete Lobkovice zůstal Vranický ve službách jeho rodového nástupce.
Antonín Vranický měl plnou důvěru svého učitele Josepha Haydna, přátelil se s Ludwigem van Beethovenem a navštívil Carla Mariu von Webera. Haydn schválil Vranického úpravu svého oratoria Stvoření pro smyčcový kvartet.

## Dílo
Jako skladatel a učitel hudby byl zakladatelem vídeňské houslové školy. Pro svou pedagogickou praxi používal vlastní didaktickou práci Základy hry na housle. Jeho žáky byli výjimeční houslisté Ignaz Schuppanzig a Joseph Mayseder. Vranického početné koncerty pro housle stály kompozičně na pomezí klasického a romantického stylu. Jeho 21 publikovaných smyčcových kvartetů jsou rané příklady objevujícího se divadelního stylu ve vídeňské komorní hudbě. Symfonie, většinou sestávající ze čtyř vět s pomalým úvodem, zůstávají v klasickém stylu, přesto jsou dvě programní: symfonie Afrodita z roku 1792, složená pro svatbu knížete Lobkovice s kněžnou z rodu Schwarzenbergů, a Symfonie D dur z roku 1796. Ta má pět vět nazvaných Výbuch žhavé radosti, Něžný pocit vděčnosti, Veselé vyjádření splacené lásky (menuet s dvěma trii), Sladké pocity a Požehnání. S výjimkou houslového koncertu op. 11 a několika komorních děl Vranického práce zůstávaly pouze v rukopisech, většina v bývalé Lobkovicově sbírce, nyní v Národním muzeu v Praze. Jeho dcery Anna Kraus-Vranická (1801–1851) a Karolína Seidler-Vranická (1790–1872) byly významné pěvkyně; Karolína zpívala jako první v roli Agáty v opeře Čarostřelec od Carla Marii von Webera. Jeho synové Friedrich (violoncellista) a Antonín (houslista) byli členy dvorního divadelního orchestru ve Vídni.

## Výběr z díla
- Vokální:
  - Duchovní:
    - Audi ex sede gloriosa – moteto G dur
    - Benedictus
    - Bone pastor – moteto, arie Es dur
    - In tanta solemnite – moteto Es dur
    - Magne Deus potentiae
    - mše

  - Světská:
    - Mit Fürsten werden wir beschenkt – pro smíšený sbor
    - Brüder auf! Aus jedem Stande. – úprava lidové písně
    - Gedicht in das Stammbuch eines mus. Freundes
    - Vo solcando unmar crudele

  - Jevištní:
    - Leonore – opera

- Instrumentální:
  - Orchestrální:
    - Koncerty:
      - C dur pro housle a orchestr Opus 11
      - D dur pro dvoje hosle a orchestr
      - C dur pro dvě violy a orchestr
      - a další…

    - Nocturna
    - Ouvertura Omasis
    - symfonie
    - serenády
    - tance a pochody

  - Komorní:
    - smyčcové kvintety a sextety
    - Grand Quintuor
    - smyčcové kvartety
    - smyčcová tria
    - ostatní komorní hudba